# Sunderland AFC Ladies
A Sunderland AFC női labdarúgócsapatát 1990-ben hozták létre. A klub az angol Championship bajnokságában szerepel.

## Klubtörténet

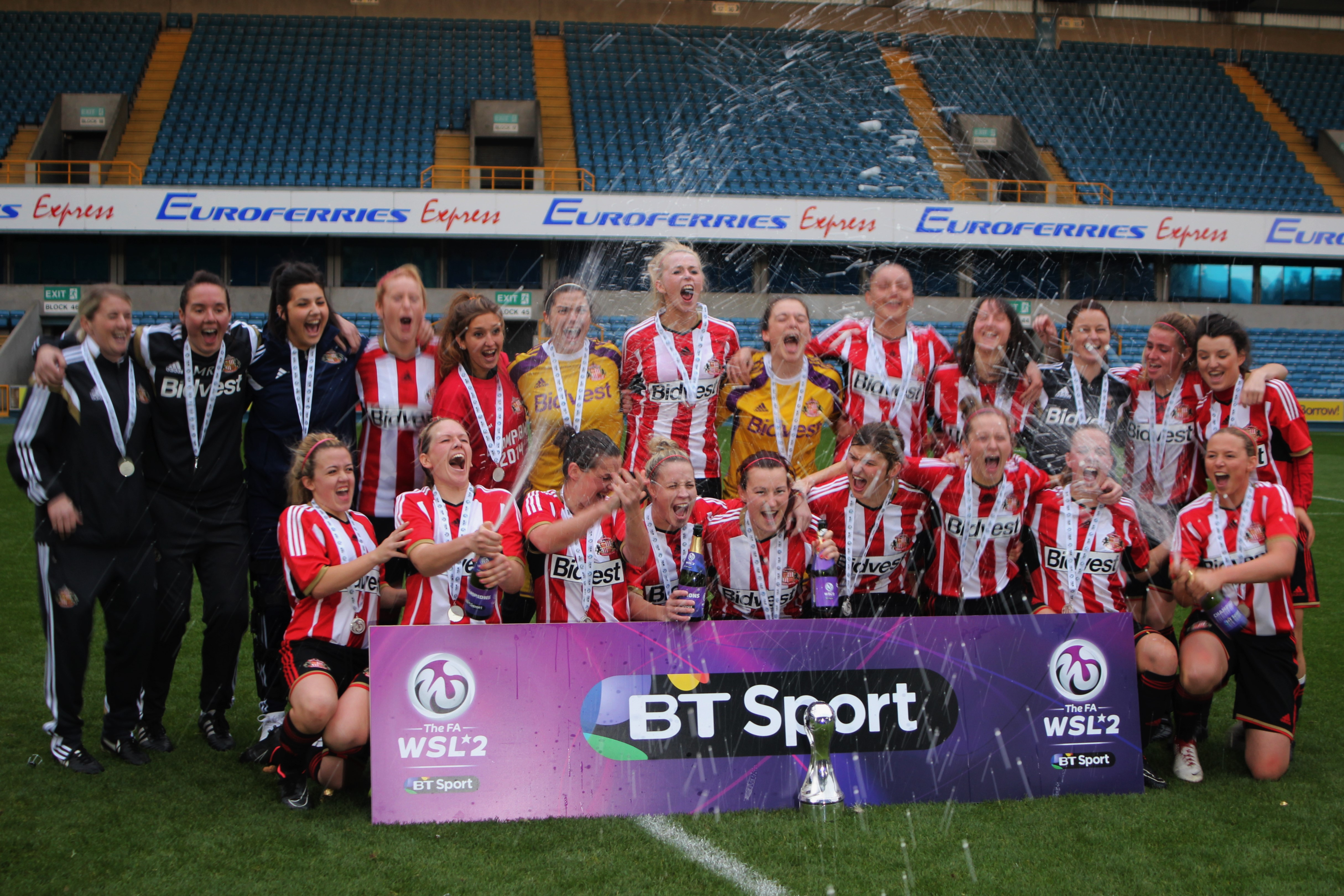
A 2014-es másodosztályú bajnokcsapat

Kestrels néven 1989-ben futsal csapatként indultak a yorkshire-i és humberside-i bajnokságban. Mindkét sorozatot megnyerték és a sikerek után már a Premier League északi osztályában léptek pályára. A következő évtizedben több néven is szerepeltek, míg végül egyesültek a Sunderland Ladies csapatával. A Sunderland AFC támogatásával bajnoki címet szereztek 2000–01-es pontvadászatban, így a következő szezonjukat az élvonalban kezdhették, év végére pedig a 7. helyen végeztek. A következő kiírásban mindössze egy győzelemre és öt döntetlenre voltak képesek, ez pedig nem volt elegendő a bennmaradásra.
2005-ben sikerült legközelebb feljebb lépniük,  de két szezon után ismét búcsúzni kényszerültek. A másodosztályt a harmadik helyen zárták 2007-ben, Jill Scott, Steph Houghton és Carly Telford személyében pedig a klub első válogatott játékosaival büszkélkedhetett, míg az akadémián többek között olyan játékosok nevelkedtek, mint Jordan Nobbs, Lucy Staniforth, Demi Stokes és Lucy Bronze. 
2008–09-ben megnyerték a másodosztályt, emellett pedig kupadöntőt játszhattak az Arsenal ellen. Visszatérve az élvonalba óriási meglepetésre öt hónapon keresztül vezették a tabellát, végül az ötödik helyen fejezték be a pontvadászatot. Bár folyamodtak Women's Super League tagságukért 2011-ben, az FA elutasította kérelmüket, húzóembereit pedig élvonalbeli klubok csábították magukhoz.
Négy bajnokságot nyertek egyhuzamban a második vonalban, de 2015-ben adódott csak lehetőségük az FA WSL atmoszféráját élvezni. 
A 2017–18-as idény után a klub lemondott WSL tagságáról és a harmadosztályba sorolták vissza. 

## Játékoskeret
2021. december 1-től
| #  |     | Poszt | Név              |
| -- | --- | ----- | ---------------- |
| 1  | ENG | K     | Allison Cowling  |
| 13 | ENG | K     | Claudia Moan     |
| 4  | ENG | V     | Faye Mullen      |
| 5  | ENG | V     | Grace McCatty    |
| 6  | ENG | V     | Louise Griffiths |
| 19 | ENG | V     | Megan Beer       |
| 23 | ENG | V     | Charlotte Potts  |
| 2  | ENG | KP    | Neve Herron      |
| 8  | ENG | KP    | Emily Scarr      |
| 11 | ENG | KP    | Jessica Brown    |

| #  |     | Poszt | Név              |
| -- | --- | ----- | ---------------- |
| 14 | ENG | KP    | Emma Kelly       |
| 15 | ENG | KP    | Emily Hutchinson |
| 17 | ENG | KP    | Abbey Joice      |
| 18 | ENG | KP    | Libbi McInnes    |
| 21 | ENG | KP    | Holly Manders    |
| 7  | ENG | CS    | Keira Ramshaw    |
| 9  | ENG | CS    | Eve Blakey       |
| 10 | MLT | CS    | Maria Farrugia   |
| 22 | NED | CS    | Iris Achterhof   |

## Sikerlista
Másodosztályú bajnok (4):
- FA Women's Premier League National Division (3): 2010–11, 2011–12, 2012–13
- FA WSL2 (1): 2014

## Korábbi híres játékosok
| - Helen Alderson - Stephanie Bannon - Lucy Bronze - Melanie Copeland - Bridget Galloway - Victoria Greenwell - Natalie Gutteridge - Sophie Halliday - Steph Houghton - Simona Koren - Mollie Lambert - Rachael Laws - Kasia Lipka - Kelly McDougall - Beth Mead - Jordan Nobbs | - Aran Embleton - Poppy Pattinson - Jill Scott - Lucy Staniforth - Demi Stokes - Carly Telford - Sophie Williams - Victoria Williams - Rachel Furness - Sarah Robson - Stephanie Roche - Denise Thomas - Kylla Sjoman - Anke Preuß - Hilde Gunn Olsen - Suzanne Mulvey |